# Corpo de Bombeiros Militar do Distrito Federal

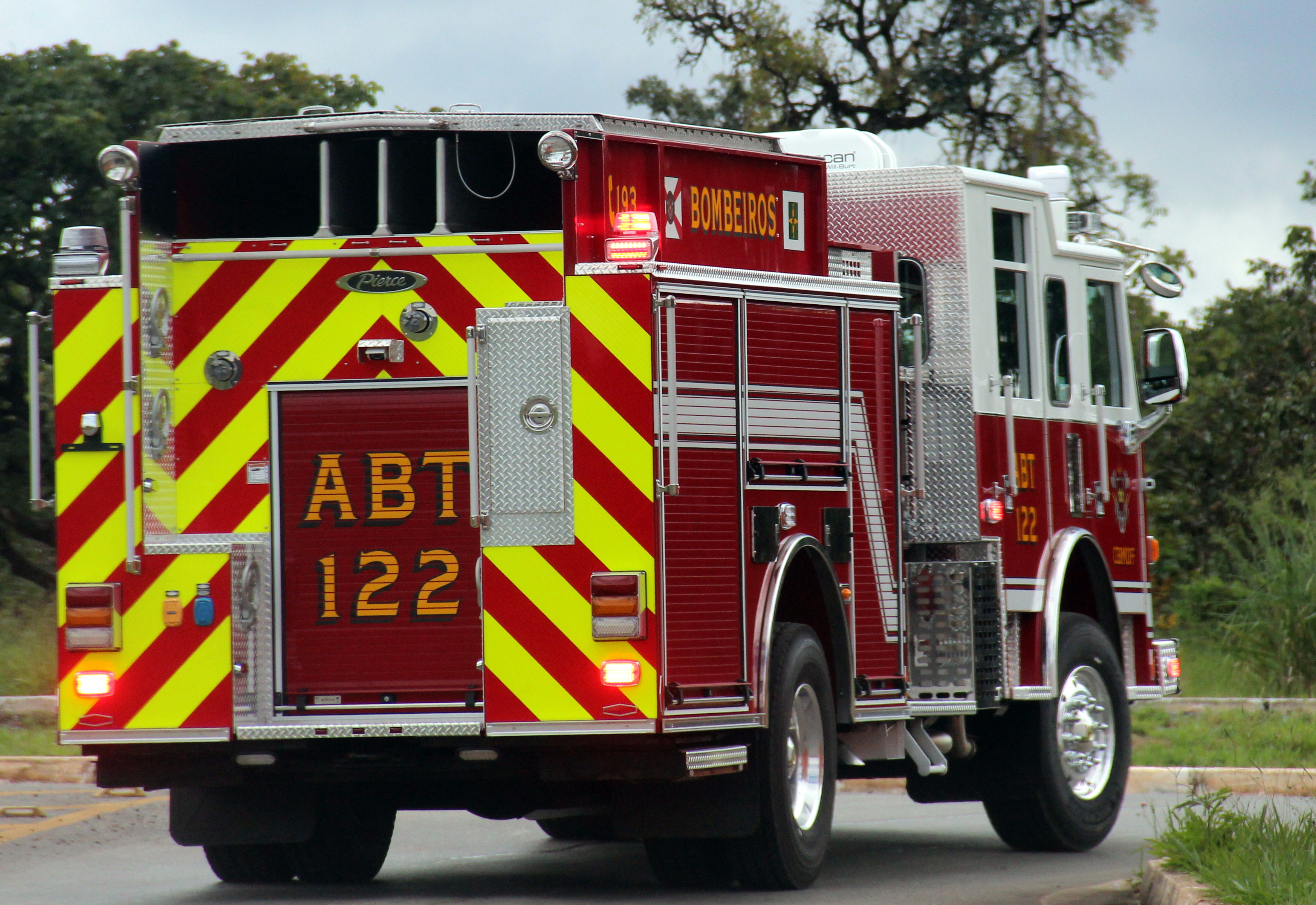

O Corpo de Bombeiros Militar do Distrito Federal  (CBMDF) é uma Corporação cuja principal missão consiste na execução de atividades de defesa civil, prevenção e combate a incêndios, buscas, salvamentos e socorros públicos no âmbito do Distrito Federal brasileiro.
É Força Auxiliar e Reserva do Exército Brasileiro, e integra o Sistema de Segurança Pública e Defesa Social do Brasil. Seus integrantes são denominados Militares do Distrito Federal pela Constituição Federal de 1988, assim como os membros da Polícia Militar do Distrito Federal.

## História

### Corpo Provisório de Bombeiros da Corte
- 1856 - Em julho de 1856 , a exposição de motivos feita pelo Inspetor do Arsenal de Marinha das Cortes, o CMG Joaquim José Inácio, contida no Ofício de 26 de março de 1851, apesar de decorridos mais de cinco anos, apresentava os primeiros sinais positivos. Os fatos narrados naquele documento provocaram do Ministério da Justiça a elaboração do Decreto Imperial nº 1.775, assinado por sua Majestade o Imperador Dom Pedro II e promulgada a 2 de julho de 1856. Este Decreto reuniu numa só Administração as diversas Seções que até então existiam para o Serviço de Extinção de Incêndios, nos Arsenais de Marinha e Guerra, Repartição de Obras Públicas e Casa de Correção, sendo assim, criado e organizado o Corpo Provisório de Bombeiros da Corte sob a jurisdição do Ministério da Justiça.

#### Mudança da capital
- 1960 - Com o advento da mudança da capital federal para Brasília, e com o que ficou estabelecido a partir da Lei 3.752, de 14 de abril de 1960, que assegurava o direito de continuarem os militares bombeiros a permanecer a Serviço da União, e posteriormente a regulamentação criada através do Decreto-Lei ns 9, de 25 de junho de 1966, foi igualmente disposta a organização do Corpo de Bombeiros do Distrito Federal.

Como o primeiro contingente, oriundo da transferência da capital só chegou em 1964, o serviço de combate aos incêndios em Brasília foi levado a efeito, inicialmente, pela Companhia Urbanizadora da Nova Capital - NOVACAP, que teve um contingente treinado pelo então Major do Corpo de Bombeiros do antigo Distrito Federal  Raimundo. Anos mais tarde, com a criação da Guarda Especial de Brasília - GEB, esse serviço foi assumido por aquela, até a chegada dos bombeiros militares do Rio de Janeiro.
- 1964 - Embora o Decreto-Lei nº 9, de 25 de junho de 1966 estabelecesse a organização do Corpo de Bombeiros do Distrito Federal em Brasília, no dia 1º de julho, véspera do Dia do Bombeiro, chegavam em Brasília, no voo 743 da FAB, que partiu às 13:00 horas do Aeroporto Santos Dumont, o Capitão Arlindo Jacarandá e o 1º Tenente Nestor Puga Wanderley, com atribuições para assumir o comando do Corpo de Bombeiros existente em Brasília e preparar o alojamento para os demais integrantes. A 2 de julho  era o Capitão Arlindo Jacarandá designado para exercer as funções de Chefe do Corpo de Bombeiros da Guarda Federal de Segurança Pública do DFSP, através da Portaria nº 259, do Exmo. Senhor General Riograndino Kruel, chefe de Polícia do Departamento Federal de Segurança Pública - DFSP.

### O primeiro quartel no Planalto Central
O primeiro e modesto quartel era constituído de parte do alojamento do SPO, onde independente do alojamento propriamente dito, ocupava-se um salão dividido em quatro pequenos compartimentos que serviam como Gabinete do Comando, Secretaria, Sala do Material de Esporte e Sala de Comunicações. Na parte externa das dependências ocupadas existia um pequeno galpão de madeira servindo como abrigo para 17 viaturas, sendo que somente 3 tinham condições de funcionamento.
Muitos fatos pitorescos aconteceram naquela época, devido a falta de condições para se manter o contingente que aqui chegou, poderíamos registrar como exemplo: 
- Os poucos cobertores que na época fria se faziam necessários e eram em número insuficiente. Portanto, a noite os possuidores de tão preciosas peças dormiam, os demais permaneciam acordados, e estes aproveitando o sono pesado dos colegas retiravam-lhes os cobertores para si, o que ia implicar num círculo vicioso durante todo o decorrer da noite. 
- As condições precárias da cozinha era outro sofrimento, o fogão não dava para o cozimento da comida, então foi criado uma equipe de lenhadores (bombeiros que deveriam arranjar lenha no mato) e estes faziam incursões ao cerrado para arranjar madeira, a fim de alimentar o fogão da cozinha. 
- O próprio Quartel foi batizado carinhosamente com o nome "FORTE APACHE".

#### O primeiro incêndio na nova Capital
O primeiro incêndio que se tem registro nos arquivos do CBMDF foi publicado no Jornal O Globo, de 14 de setembro de 1960. Na ocasião, 25 casas comerciais foram destruídas. Segundo o jornal, esse foi o segundo grade incêndio verificado na Cidade Livre (atual Núcleo Bandeirante) e o quarto do ano.
O primeiro incêndio ocorrido em Brasília, após a chegada do contingente de militares, foi na Churrascaria Alabama na Asa Norte Comercial. Para se fazer o estabelecimento do material e debelar o fogo, foi necessário desenterrar um hidrante com pás e picaretas. Foi registrado em Boletim do 1º Batalhão de Incêndio, da seguinte forma:
"Por ocasião do incêndio ocorrido no dia 4 de agosto, cerca das 19:50 horas, na Asa Norte Comercial de Brasília, este comando teve a satisfação de observar o trabalho das guarnições deste Batalhão, ali empenhados, cujos elementos, lograram sobrepor-se a todas as dificuldades de ordem material e também as seguidas circunstancialmente pela situação particular da região sinistrada.
Naquela oportunidade, foi constatada a dedicação estoica, com a qual todos se lançaram as atividades para a extinção do grande incêndio, que, somente graças a atuação das guarnições do 1º Batalhão, as quais, chegando a superar-se em determinados extremos, evitaram, indubitavelmente catástrofe de assustadoras proporções.
Os militares em apreço, pelo valor de seu trabalho escreveram mais uma página memorável na história do Corpo de Bombeiros do Distrito Federal."

#### Marcha General Riograndino Kruel — Rio-Brasília
À 01:00 hora do dia 2 de junho de 1965, seguiram da Praça Mauá, na cidade do Rio, com destino à Brasília, os militares abaixo, constituindo o "Contingente Comandante Moraes Antas".
Os militares componentes desse contingente, propuseram-se a fazer tal marcha a pé, até a Capital da República, com o firme propósito de demonstrar o valor do "Soldado do Fogo", e firmar a corporação no seio da comunidade. A marcha que teve início no dia 2 de junho, terminou às 10:00 horas do dia 27 de junho de 1965, no Eixo Rodoviário Sul, sob aplauso do público que aguardava sua chegada.

### O Corpo de Bombeiros do Distrito Federal
- 1966 - Através do Decreto-Lei nº 9, de 25 de junho de 1966, o agora Corpo de Bombeiros do Distrito Federal - CBDF passava a ser subordinado ao Prefeito do Distrito Federal, ficando também seu efetivo em 1.238 homens.
- 1967 - Em 16 de janeiro de 1967, chega a Brasília o último contingente da cidade do Rio, findando assim, por definitivo a transferência para a nova capital. Também nesse ano o Decreto-Lei ns 315, de 13 de março de 1967 passa a subordinação do Corpo de Bombeiros à Secretaria de Segurança Pública. A 28 de março de 1967, o primeiro Quartel de Bombeiros foi inaugurado em Brasília, construído em alvenaria, que teve a primeira denominação de "Quartel da Asa Sul", e o seu primeiro Comandante o então Major Gilberto Baptista de Almeida.
- 1968 - A 31 de janeiro de 1968, este Quartel teve seu nome alterado para "Quartel Central Provisório", até 27 de março de 1969, denominado nesta data "Quartel Sede do 1º Grupamento de Incêndio, que mais tarde recebeu a denominação de "Quartel do 1º Subgrupamento de Incêndio do 1º Grupamento de Incêndio". Quando o Quartel do então 1º GI recebeu esta denominação, o Comando Geral da Corporação, com toda Administração, passou a funcionar no prédio "Nº. 49, da avenida W/3-Sul", sendo assim o Primeiro Quartel do Comando Geral do CBDF.

A 6 de fevereiro de 1968, foi inaugurado o "Posto nº 4", no final da Asa Norte, tendo funcionado nesse posto inicialmente o Serviço de Saúde da Corporação, e mais tarde a Escola de Formação de Oficiais, até o ano de 1980.
A 25 de junho daquele ano, inaugurou-se as instalações do Quartel do 2º Grupamento de Incêndio, localizado no Eixo Monumental Leste, Vila Planalto, Quartel este, destinado a guarnecer a área de maior importância, no complexo político-administrativo da União, face à sua localização. O 2º Grupamento de Incêndio foi inaugurado no comando do Coronel Adacto Arthur Pereira de Melo, e teve como seu primeiro Comandante o então Capitão Waldemir Teixeira.
Em conseqüência do crescimento de Brasília, e das necessidades de ampliação de suas instalações, o CBDF teve no dia 20 de agosto de 1968, a inauguração do 3º Grupamento de Incêndio, que se localiza na cidade de Taguatinga. Neste Grupamento funcionou o Hospital da Corporação, até ser transferido para a Policlínica, mais tarde. Funcionou também a Sala da Banda de Música, onde nossos músicos se preparavam para tocatas que eram realizadas naquela época. Como primeiro Comandante do 3º Grupamento de Incêndio, tivemos o Capitão Manoel Gregório de Azevedo, Oficial que hoje se encontra na Reserva Remunerada.
- 1969 - No dia 21 de abril de 1969, tivemos a inauguração de dois Postos, sendo o nº 3 na cidade do Gama e o nº 2 na cidade de Sobradinho. A 2 de julho de 1969, data em que se comemora o aniversário da Corporação, recebemos mais 3 novas instalações, sendo uma destinada ao Quartel Central, onde passou a funcionar a Administração Geral do Corpo, situado no Setor de Áreas Isoladas Norte, uma outra destinada ao atendimento do Núcleo Bandeirante, com a denominação de Posto ns 1, e, outra para o serviço lacustre, que passou mais tarde a ter a denominação do Grupamento de Busca e Salvamento com a finalidade de atender aos casos de buscas e salvamentos em matas, rios, etc. Ainda no ano de 1969, tivemos a graça de colocar em serviço as novas viaturas adquiridas para o CBDF, oriundas da Alemanha e que estão assim denominadas:

— 03 Plataformas de iluminação; 
— 09 Viaturas tipo UNIMOG; 
— 03 Escadas Magirus; 
10 Auto-Bombas; 
03 SNORKEIS;
- 1970 - os então Soldados BM Marano, Magela e Índio, participaram de um Curso de Mergulhador Autônomo na Marinha do Brasil, no Rio de Janeiro, sendo assim a primeira equipe de mergulhadores do CBMDF.
- 1971 - Através do Decreto ns 68.336, de 10 de março de 1971, era reafirmada a Condição de Militar ao Corpo de Bombeiros do Distrito Federal.
- 1972 - No dia 28 de dezembro de 1972, foi inaugurada a Unidade de Combate a Incêndio, localizada no Setor de Indústria e que recebeu na época a denominação de "Posto nº 5".
- 1973 - No dia 12 de abril de 1973, foi criado o Grupamento de Apoio, que mais tarde teve sua denominação modificada para Centro de Manutenção - CeMan;
- 1976 – Através da Lei nº. 6.333, de 18 de maio de 1976, foi regulamentada a Lei de organização Básica do CBMDF;
- No início do ano de 1978, o Governo Brasileiro, representado pelo CBMDF, requereu ao Governo do Japão, através de sua Embaixada no Brasil, a execução de estudos para a construção do que se denomina hoje Academia de Bombeiro Militar.
- Em 12 de outubro de 1979, chega ao Brasil a Missão de Levantamento Preliminar, do Japão, para as avaliações necessárias ao início efetivo do convênio.
- 1980 - Tem início a construção da Academia de Bombeiro Militar, já como parte integrante do Projeto de Cooperação Japonesa. Em 17 de novembro de 1980, a Agencia de Cooperação Internacional Japonesa - JICA, enviou a Brasília, a primeira missão, para pesquisar o local, bem como o andamento das obras da Academia de Bombeiro Militar. Em 15 de dezembro daquele mesmo ano, foram inaugurados os Quartéis de Planaltina e Brazlândia, sendo que este último, funcionou inicialmente em um galpão da Administração daquela cidade, enquanto que o Quartel de Planaltina funcionou em uma edificação antiga, sem muito conforto.
- 1981 - Em 26 de janeiro de 1981, a segunda Missão foi despachada para Brasília, com o intuito de apresentar o desenho básico e a apresentaçao do Programa de Treinamento e do Programa de Pesquisas desenvolvido pelo lado japonês. Em 9 de março de 1981 era inaugurado o Centro de Formação, Aperfeiçoamento e Especialização, que mais tarde recebeu a denominação de Academia de Bombeiro Militar, dentro do projeto desenvolvido pela cooperação japonesa, tendo como seu primeiro comandante o então Major José Rajão Filho, que 14 anos mais tarde, veio a ser Comandante-Geral da Corporação. Em 21 de março de 1981 , chega a Brasília a terceira Missão Japonesa, trazendo consigo o Projeto Básico final da ABM, bem como fazendo a doação de materiais e equipamentos de combate a incêndios e salvamentos, realizando ainda demonstração das operações dos materiais referidos.
- 1982 - Em 1º de julho de 1982, é inaugurado o Quartel de Ceilândia, já dentro de uma visão diferenciada, em relação aos Quartéis existentes. Em 2 de julho de 1982, é inaugurada a Torre Auxiliar de Exercícios da ABM, com a denominação de TORRE YOKOHAMA, em homenagem aos Bombeiros Japoneses daquela cidade, que contribuíram para o êxito do convênio Brasil-Japão.
- 1984 - Em 2 de julho de 1984, é inaugurada a Torre Principal de Exercícios da ABM, denominada TORRE TÓKIO, em homenagem aos Bombeiros daquela cidade japonesa, que também contribuíram para o êxito do convênio Brasil-Japão. Em meados daquele mesmo mes de julho, chega a Brasília, a Primeira Missão Japonesa, com o intúito de repassar técnicas de Busca e Salvamento para os Instrutores e Monitores da Academia de Bombeiro Militar.
- 1985 - Em meados de agosto, chega a Brasília, a Segunda Missão Japonesa, com o intuito de repassar técnicas de Combate a Incêndios, para os Instrutores e Monitores da ABM.

Tem início no CBDF o primeiro Curso Superior de Bombeiro Militar - CSBM.
- 1986 - Decreto nº 9.490, de 29 de maio de 1986, institui a "Medalha Sangue de Brasília", destinada a agraciar aos Civis e Militares, Bombeiros ou não, que no exercício das funções de Bombeiros, ou como apoio a estes, tornarem-se vítimas de suas próprias ações.

Após a absorção, e devida adaptação das técnicas japonesas, é ministrado na ABM o primeiro Curso de Especialização em Salvamento e Extinçao de Incendios - CESEI, que se constitui num marco Técnico-Profissional da nossa Corporaçao.
- Através do Decreto ns 10.522, de 7 de julho de 1987, foi instituída a "Medalha Imperador Dom Pedro II", destina da a agraciar aos civis e militares, Bombeiros ou não, que de alguma forma prestaram relevantes serviços ao CBMDF, ao Distrito Federal ou ao Brasil.
- 1988 - Em 20 de maio de 1988, tem início na Academia de Bombeiro Militar o primeiro Curso Internacional de Treinamento em Salvamento e Combate a Incêndio - CIT/SCI, com o intuito de repassar aos países da América do Sul, América Central e África de Língua Portuguesa, as técnicas de Salvamento e Combate a Incêndios Japonesas. O curso é levado a efeito pelo CBMDF, com supervisão de peritos japoneses. O primeiro curso contou com a participação de bombeiros da Argentina (2), Bolívia (2), Paraguai (2), Chile (2), Peru (2), Equador (4), Venezuela (2) e Colômbia (2) além de 7 brasileiros.

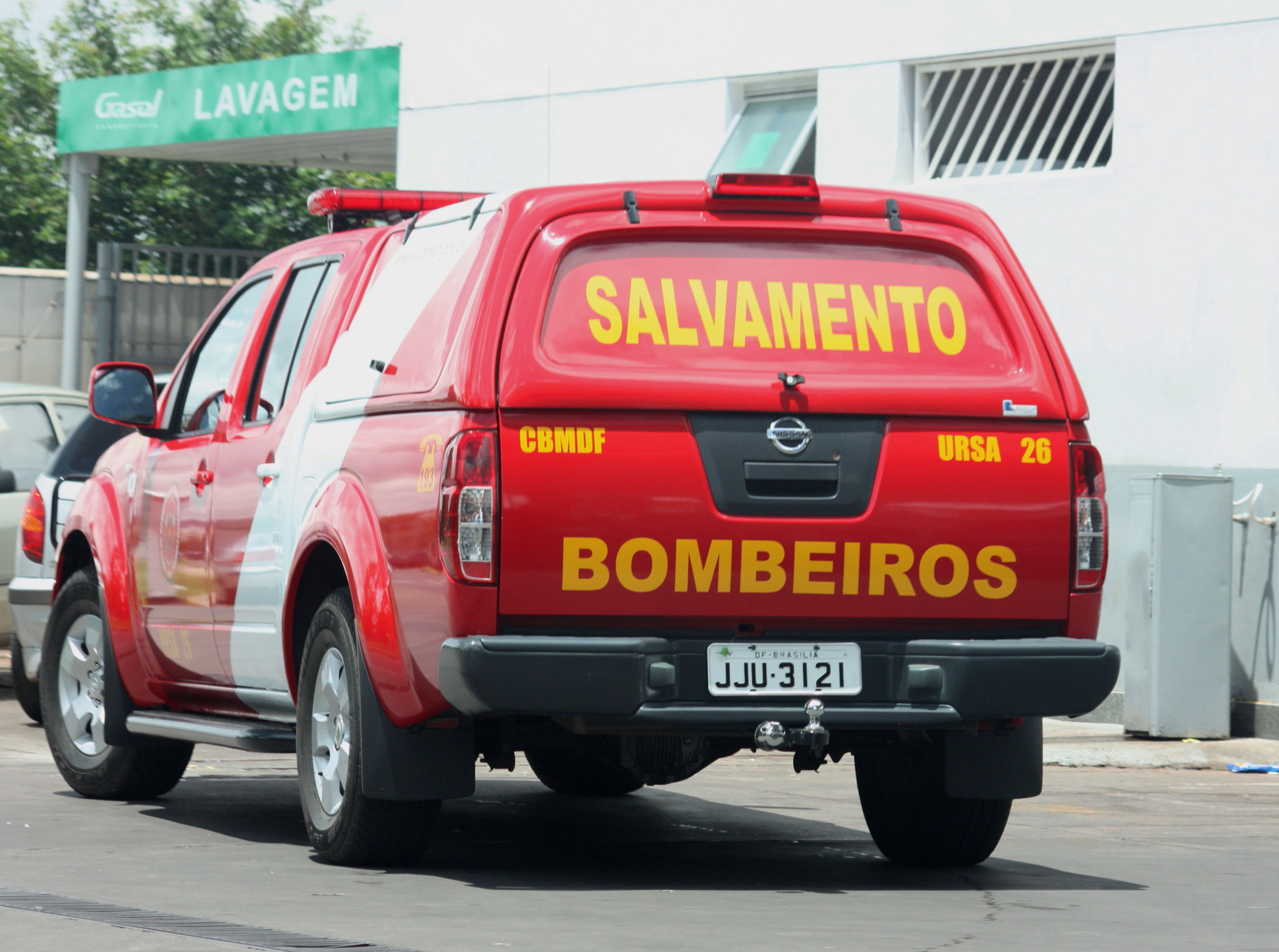

Com a promulgação da Constituição Brasileira, em 1988, atendendo ao disposto no Artigo 144, o Corpo de Bombeiros do Distrito Federal, passou a ter a seguinte denominação, CORPO DE BOMBEIROS MILITAR DO DISTRITO FEDERAL. 
- 1989 - Têm início novos estudos, com o intuito de firmar convenio de cooperação técnica com o Japão na área de Perícia de incêndio e análise de amostras orgânicas e inorgânicas; com a vinda de uma missão japonesa em julho de 1989.
- 2023 - Em 4 de janeiro, a Coronel Mônica de Mesquita Miranda se torna a primeira mulher Comandante-Geral na história do Corpo de Bombeiros Militar do Brasil. Nascida em Brasília, a Coronel Mônica Miranda, em fevereiro de 1993, ingressou no Curso de Formação de Oficiais (CFO) do Corpo de Bombeiros Militar do Distrito Federal (CBMDF) na primeira turma com participação feminina. Foi condecorada com a Medalha Dom Pedro II (CBMDF, CBMRR), Ordem do Mérito Aeronáutico (Comando Aeronáutico-MD), Medalha do Mérito Eleitoral (TRE-DF), Medalha Mérito Segurança Pública do Distrito Federal (SSP-DF), Medalha dos Serviços Distintos (CBMPB), Medalha Mérito Ensino Bombeiro Militar "Major Lacir Côrtes de Araujo" (CBMDF), Medalha do Mérito Nacional dos Corpos de Bombeiros Militares do Brasil (LIGABOM), Medalha Maurilo de Hollanda (CBMDF), Ordem do Mérito Imperador Dom Pedro II (TO), Medalha Mérito Bombeiro Militar Imperador Dom Pedro II (CBMAM), Ordem do Mérito Bombeiro Militar do Distrito Federal Imperador Dom Pedro II no Grau de Oficial (CBMDF), Ordem do Mérito Judiciário Militar Grau Alta Distinção (STM), Medalha Mérito Musical Anacleto de Medeiros (CBMDF), Medalha Mérito Integração Segurança Pública do Distrito Federal (SSP-DF), Medalha Defesa Civil do Distrito Federal (SSP-DF), Medalha Ordem do Mérito Bombeiro Militar do Distrito Federal "Imperador Dom Pedro II" no Grau de Comendador (CBMDF), Medalha Bicentenário da Independência do Brasil (LDNRS), Medalha Pernambucana do Mérito Bombeiro Militar (CBMPE), Medalha Cap BM Esron Penha de Menezes (CBMRO), Ordem do Mérito Bombeiro Militar Medalha Imperador Dom Pedro II (CBMAM), Medalha Mérito Bombeiro Militar Major José Osias da Silva (CBMRN), Medalha Mérito Tamandaré (Comando da Marinha-MD), Ordem do Mérito Alferes Joaquim José da Silva Xavier no Grau Grãn-Cruz (PMDF), Medalha do Pacificador (Exercito brasileiro-MD), Medalha Ordem do Mérito Imperador Dom Pedro II (CBMMG, Medalha Mérito Bombeiro Militar (CBMCE), Medalha Ordem do Mérito Imperador Dom Pedro II (CBMGO).

## Unidades Operacionais
- 1º GBM - Brasília           (15°48'03.5"S 47°51'10.4"W) - inaugurado em 1968
- 2º GBM - Taguatinga Centro  (15°49'58.2"S 48°03'35.8"W) - inaugurado em 1968
- 3º GBM - SIA                (15°48'15.2"S 47°58'07.4"W) - inaugurado em 1972
- 4º GBM - Asa Norte          (15°44'11.0"S 47°54'15.5"W) - inaugurado em 1968
- 6º GBM - Núcleo Bandeirante (15°52'07.4"S 47°57'44.7"W) - inaugurado em 1969
- 7º GBM - Brazlândia         (15°41'06.6"S 48°12'11.3"W) - inaugurado em 1980
- 8º GBM - Ceilândia          (15°48'45.0"S 48°05'50.5"W) - inaugurado em 1982
- 9º GBM - Planaltina         (15°37'24.8"S 47°39'14.3"W) - inaugurado em 1980 - reinaugurado em novo local em 2011
- 10º GBM - Paranoá           (15°45'41.9"S 47°46'59.5"W)
- 11º GBM - Lago Sul          (15°50'22.4"S 47°52'07.1"W)
- 12º GBM - Samambaia         (15°51'30.8"S 48°04'04.7"W)
- 13º GBM - Guará I           (15°49'02.1"S 47°58'56.0"W) - reinaugurado com novas instalações em 2011
- 14º GBM - Cruzeiro          (15°47'58.6"S 47°56'14.0"W)
- 15º GBM - Asa Sul           (15°49'54.1"S 47°55'47.1"W) - inaugurado em 1967
- 16º GBM - Gama              (16°00'27.2"S 48°03'37.5"W) - inaugurado em 1969
- 17º GBM - São Sebastião     (15°54'12.9"S 47°46'35.3"W)
- 18º GBM - Santa Maria       (15°59'53.4"S 47°59'19.5"W) - reinaugurado com novas instalações em 2014
- 19º GBM - Candangolândia    (15°51'16.6"S 47°56'59.2"W)
- 21º GBM - Riacho Fundo      (15°52'45.9"S 48°00'41.1"W) - inaugurado em 1995 - reinaugurado com novas instalações em 2014
- 22º GBM - Sobradinho        (15°39'09.2"S 47°47'29.2"W) - inaugurado em 1969
- 25º GBM - Águas Claras      (15°50'35.3"S 48°02'00.2"W) - inaugurado em 2016
- 34º GBM - Lago Norte        (15°43'40.0"S 47°52'12.8"W) - inaugurado em 2015
- 36º GBM - Recanto das Emas  (15°54'19.4"S 48°04'36.8"W) - inaugurado em 2014
- 37º GBM - Samambaia Centro  (15°52'22.9"S 48°05'38.2"W) - inaugurado em 2014
- 41º GBM - Ceilândia Norte   (15°47'55.5"S 48°08'27.3"W) - inaugurado em 2014
- 45º GBM - Sudoeste          (15°47'07.9"S 47°55'35.3"W) - inaugurado em 2014
- 46º GBM - Taguatinga Sul    (15°51'12.9"S 48°02'19.9"W) - inaugurado em 2015
- 1º ESAV - Asa Rotativa     (15°46'29.0"S 47°54'19.1"W)
- 2º ESAV - Asa Fixa         (15°52'02.4"S 47°56'01.7"W)
- Grupamento de Busca e Salvamento (15°47'12.4"S 47°50'49.3"W) - inaugurado em 1969
- Grupamento de Atendimento de Emergência Pré-Hospitalar (15°50'50.8"S 47°58'35.9"W)
- Grupamento de Proteção Ambiental (instalado no mesmo aquartelamento do 4º GBM)
- Grupamento de Prevenção e Combate a Incêndio Urbano (instalado no mesmo aquartelamento do 46º GBM)
- Grupamento de Proteção Civil (instalado no mesmo aquartelamento do 2º GBM)
- Grupamento de Aviação Operacional (o comando da unidade está instalado no mesmo aquartelamento do 1º ESAV)